# Bundesstraße 279

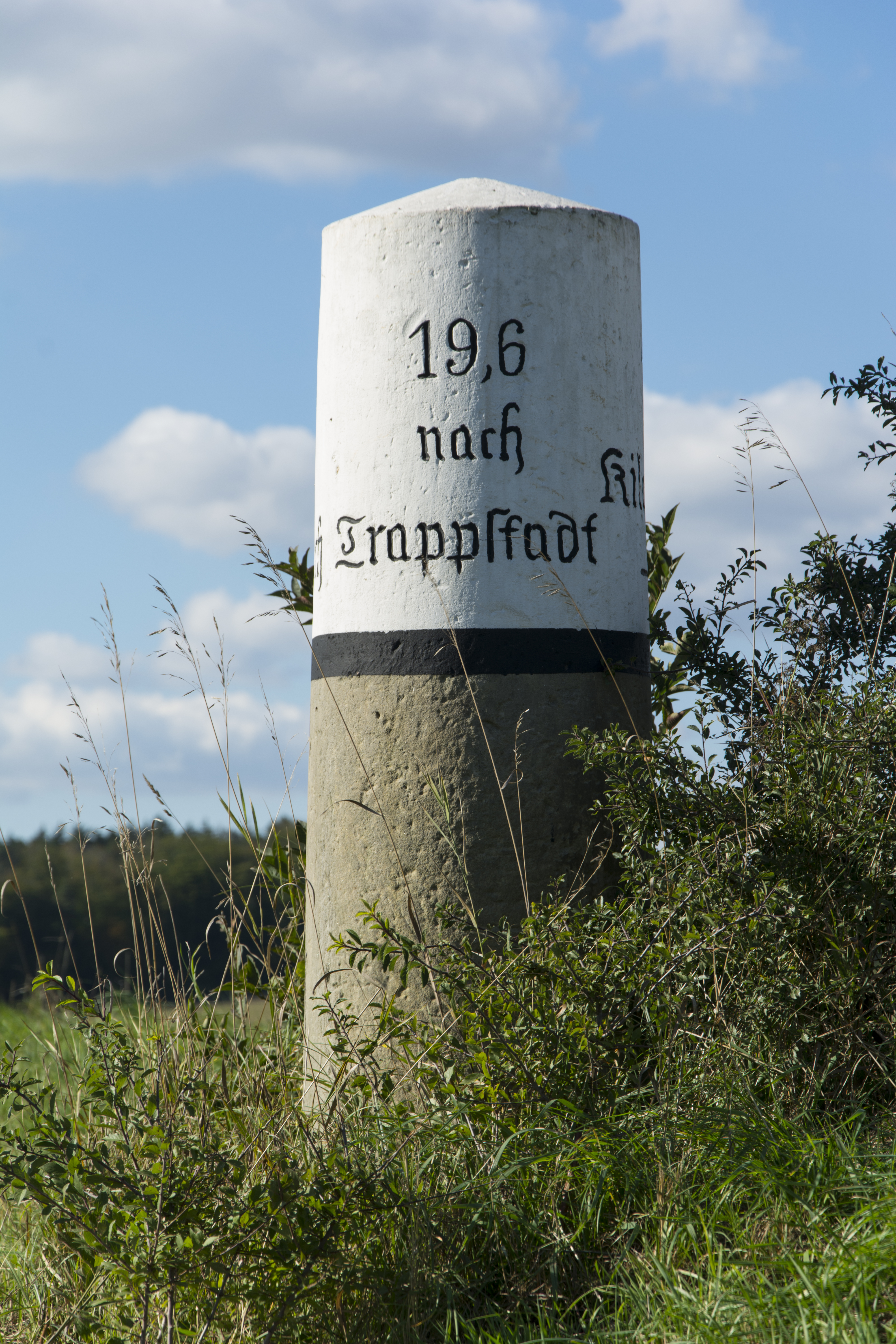
Historischer Kilometerstein bei Maroldsweisach, Ende 19. Jahrhundert

Die Bundesstraße 279 (Abkürzung: B 279) führt von der Anschlussstelle Fulda-Süd an der A 66 über Gersfeld,  Bischofsheim in der Rhön, zunächst nach Bad Neustadt, wo sie kurz danach die A 71 quert. Im weiteren Verlauf führt sie über Bad Königshofen im Grabfeld, Ebern und Baunach nach Breitengüßbach bei Bamberg, wo sie auf die  A 73 und kurz danach auf die B 4 trifft und endet.
Die Bundesstraße durchquert hierbei die Rhön und die Haßberge.
Zudem überquert sie an der Landesgrenze zwischen Hessen und Bayern die Wasserscheide von Weser und Rhein.
Die Passhöhe (Schwedenschanze) ist mit 715 m ü. NN gleichzeitig höchster Punkt der Strecke.

## Geschichte

### Ursprung
Bis zur Säkularisation im Jahre 1803 gehörte das nördliche Unterfranken zum Hochstift Würzburg, dessen Straßennetz auf die Residenzstadt Würzburg ausgerichtet war. Als das Königreich Bayern das Würzburger Territorium übernahm, waren die heutigen Bundesstraßen 8, 19, 22 und 27 bereits als Chausseen ausgebaut, die restlichen Wege jedoch unpassierbar. Deshalb kündigte die bayerische Staatsregierung im Jahre 1823 den Bau neuer Straßen im Raum Schweinfurt an, zu denen auch die heutige B 279 gehörte. Aufgrund der angespannten Haushaltslage des Königreiches konnte die Straße von Baunach über Trappstadt nach Meiningen auf bayerischer Seite erst 1839 vollendet werden. Ein Jahr später (1840) wurde auch die Thüringer Anschlussstrecke über Römhild nach Meiningen fertiggestellt. Der westliche Streckenabschnitt von Neustadt über Bischofsheim nach Tann entstand bereits 1834.

### Frühere Strecken und Bezeichnungen
Die 1937 eingeführte Reichsstraße 279 führte ebenfalls von Breitengüßbach bis Döllbach. Nach 1945 lag diese Strecke vollständig auf dem Gebiet der amerikanischen Besatzungszone und wurde nach Gründung der Bundesrepublik Deutschland als Bundesstraße 279 bezeichnet.
Ursprünglich endete die B 279 an der B 27 in Döllbach, die jedoch zwischenzeitlich zur Landesstraße abgestuft wurde. Im Zuge dessen wurde die B 279 um einige Kilometer bis zur Bundesautobahn 66 bei Fulda verlängert.

## Verkehrsbedeutung
Der westliche Abschnitt zwischen den Autobahnen 66 und 71 ist Teil einer kurzen Verbindung vom östlichen Rhein-Main-Gebiet nach Thüringen, die teilweise auch vom LKW-Fernverkehr genutzt wird. Auf bayerischer Seite existieren nach dem Ausbau noch Ortsdurchfahrten (in Saal an der Saale und Ermershausen im östlichen Streckenabschnitt), für die im Bundesverkehrswegeplan 2030 Ortsumgehungen vorgesehen sind. Bis 2023 ist der Baubeginn für eine neue Anschlussstelle zur A 7 bei Döllbach zwischen Fulda und Gersfeld vorgesehen, die gemeinsam mit dem Neubau der maroden Thalaubachtalbrücke realisiert werden soll. Danach wird die Bundesstraße hier beginnen und der westliche, parallel zur A 7 verlaufende Abschnitt bis Fulda-Süd zu einer Landesstraße abgestuft werden.
Eine weitere Verbindung der Relation Fulda–Meiningen war die geplante Bundesstraße 87n, deren Bau jedoch seitens der Länder Hessen und Thüringen nicht mehr weiter verfolgt wird, womit der überregionale Verkehr des Korridors zwischen A 66 und A 71 längerfristig auf der B 279 verbleiben wird.
Am südlichen Ende der B 279 durchquert die Straße nach wie vor mehrere Ortskerne ohne Umgehung. Hierzu gehören von Süd nach Nord Breitengüßbach, Baunach, Reckenneusig, Reckendorf, Rentweinsdorf, Pfarrweisach und Maroldsweisach.